# Hot Streak
Hot Streak è il secondo album in studio del supergruppo statunitense The Winery Dogs, pubblicato il 2 ottobre 2015 dalla Loud & Proud Records.

## Tracce
1. Oblivion – 4:11
2. Captain Love – 5:06
3. Hot Streak – 5:10
4. How Long – 3:55
5. Empire – 6:08
6. Fire – 4:46
7. Ghost Town – 4:27
8. The Bridge – 4:49
9. War Machine – 5:11
10. Spiral – 5:50
11. Devil You Know – 4:29
12. Think It Over – 5:02
13. The Lamb – 6:44

Traccia bonus nell'edizione giapponese
1. Solid Ground – 5:25

DVD bonus nell'edizione speciale giapponese
1. Fire (Music Video)
2. Oblivion (Music Video)
3. Interview
4. The Canyon Club Sound Check
5. Mike's Dressing Room Conversation
6. Richie's Dressing Room Conversation
7. Billy's Dressing Room Conversation
8. Live Bits from the Canyon Club & Saban Theater

## Formazione
- Richie Kotzen – voce, cori, chitarra, tastiera, percussioni aggiuntive
- Billy Sheehan – basso, cori
- Mike Portnoy – batteria, percussioni, cori

## Classifiche
| Classifica (2015)          | Posizione massima |
| -------------------------- | ----------------- |
| Giappone                   | 20                |
| Paesi Bassi                | 46                |
| Regno Unito                | 75                |
| Regno Unito (rock & metal) | 9                 |
| Stati Uniti                | 30                |
| Stati Uniti (alternative)  | 2                 |
| Stati Uniti (hard rock)    | 5                 |
| Stati Uniti (rock)         | 6                 |
| Stati Uniti (tastemaker)   | 2                 |
| Svizzera                   | 37                |